# الجاداو
الجاداو (به لاتین: Aljudovo}} یک منطقهٔ مسکونی در صربستان است که در Braničevo District واقع شده‌است.

## خصوصیات
الجاداو ۱۵۹ نفر جمعیت دارد.